# Groupe Majestic Cinemas
Pour les articles homonymes, voir Majestic.
Le Groupe Majestic Cinemas est un circuit d'exploitation de salles de cinéma français.
Fondé en août 1997, le groupe Majestic est actuellement, avec 50 salles de cinémas réparties dans 5 villes, la 12e société d'exploitation de salles de cinéma en France.
Le groupe cumule environ 1 300 000 entrées chaque année.

## Historique

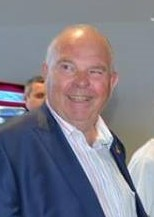
Jean-Claude Tupin, actuel directeur général du groupe Majestic.

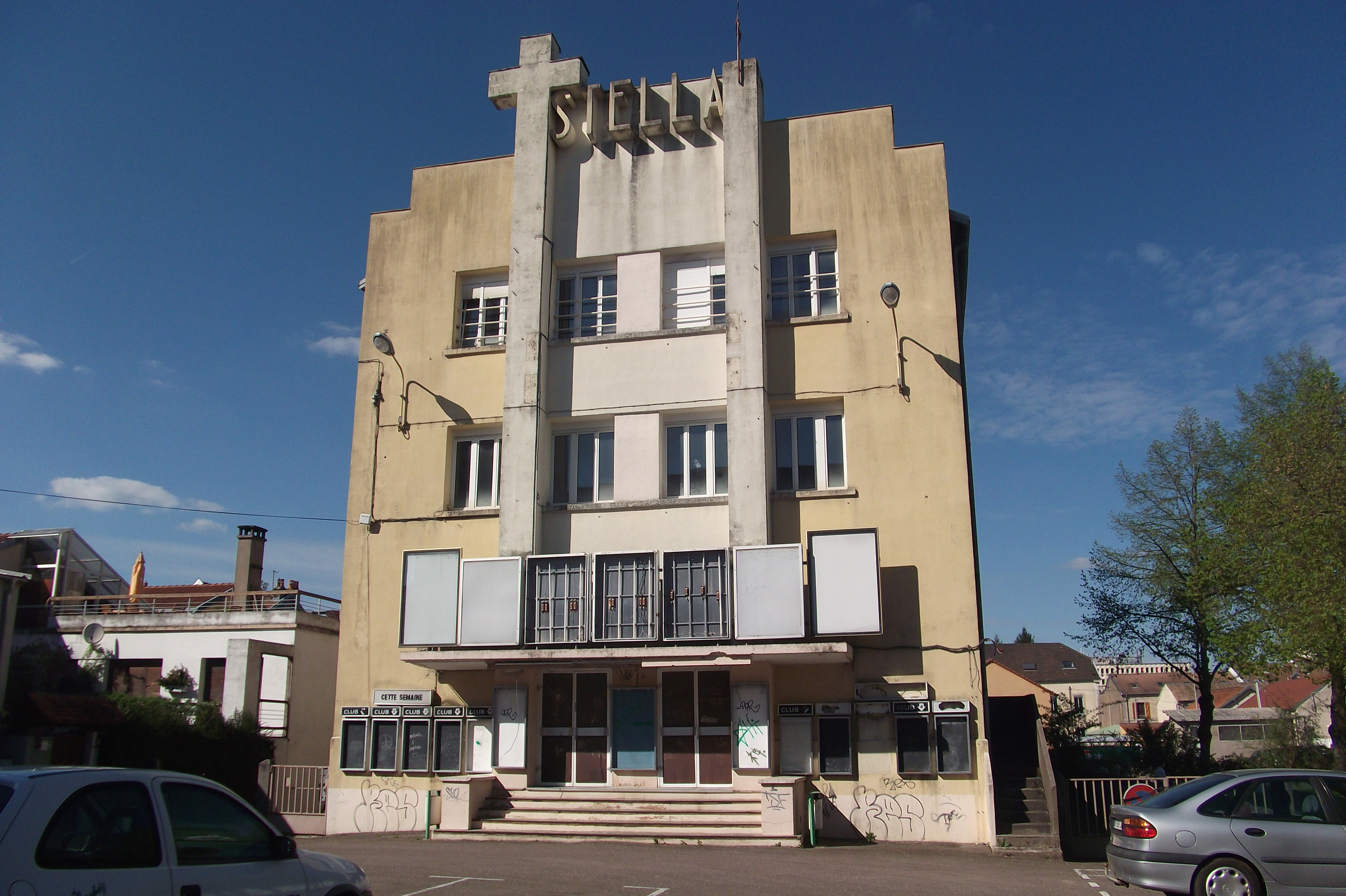
Ancien cinéma Stella à Vesoul

Fils d’un fabricant de biscuits à Besançon, Jean-Claude Tupin, né le 21 août 1948, se lança dans l'exploitation de salle cinématographique à partir de 1973, en reprenant d'abord son premier cinéma situé à Gray (déjà nommé le Majestic qui comprenait 2 salles). D'autres acquisitions de cinémas s'ensuivirent, tous basés dans le département de la Haute-Saône ; Luxeuil-les-Bains, Lure, Saint-Loup, Plancher-les-Mines (tous regroupés dans le circuit Ciné 70). Il y eut également le rachat des quatre salles des Stella situées dans la ville préfecture de Vesoul (qu'il renommera par la suite le club et qui fut valorisé par une cinquième salle).
Le 2 décembre 2003, Bac Majestic qui est également connu pour posséder une société de distribution cinématographique BAC Films, est en difficulté dans son activité exploitation. Elle cède alors à Jean-Claude Tupin la totalité de Majestic Cinémas, holding qui regroupait la globalité de son pôle de salles de cinéma (Compiègne, Douai et Beauvais). À la suite d'un accord, les dettes financières de 10 millions d'euros sont reprises intégralement par l’acquéreur.
Le 6 juillet 2005, le Vésulien Jean-Claude Tupin ferme le club, le dernier cinéma du centre-ville, et ouvre le tout nouveau multiplexe de 8 salles Majestic - Espace des Lumières (10 salles en 2013). Dix ans plus tard, le multiplexe de Compiègne gagne cinq salles pour en compter quatorze à ce jour, alors que celui de Douai en avait gagné deux quelques années auparavant. En quinze ans, l'investisseur réduira son nombre de cinémas pour ne conserver que les plus rentables.
En 2015, en progrès de 7,31 % sur un an, le Majestic entre pour la première fois dans le Top 15 national des groupes d'exploitants, le podium étant occupé par trois grands groupes imposants, comme Gaumont Pathé qui totalise 47,7 millions d'entrées et 23 % de part de marché avec 746 salles.
En 2018, le groupe rachète les cinémas de Laon et Dole avec comme projet de faire un multiplexe dans la ville jurassienne dont le début des travaux sont programmés pour l'été 2020, la même année, le directeur Jean-Claude Tupin emprunte quatre millions d'euros pour aider le groupe à surmonter la crise de la pandémie de coronavirus qu'il estime en conséquence être une année blanche.

## Liste des cinémas

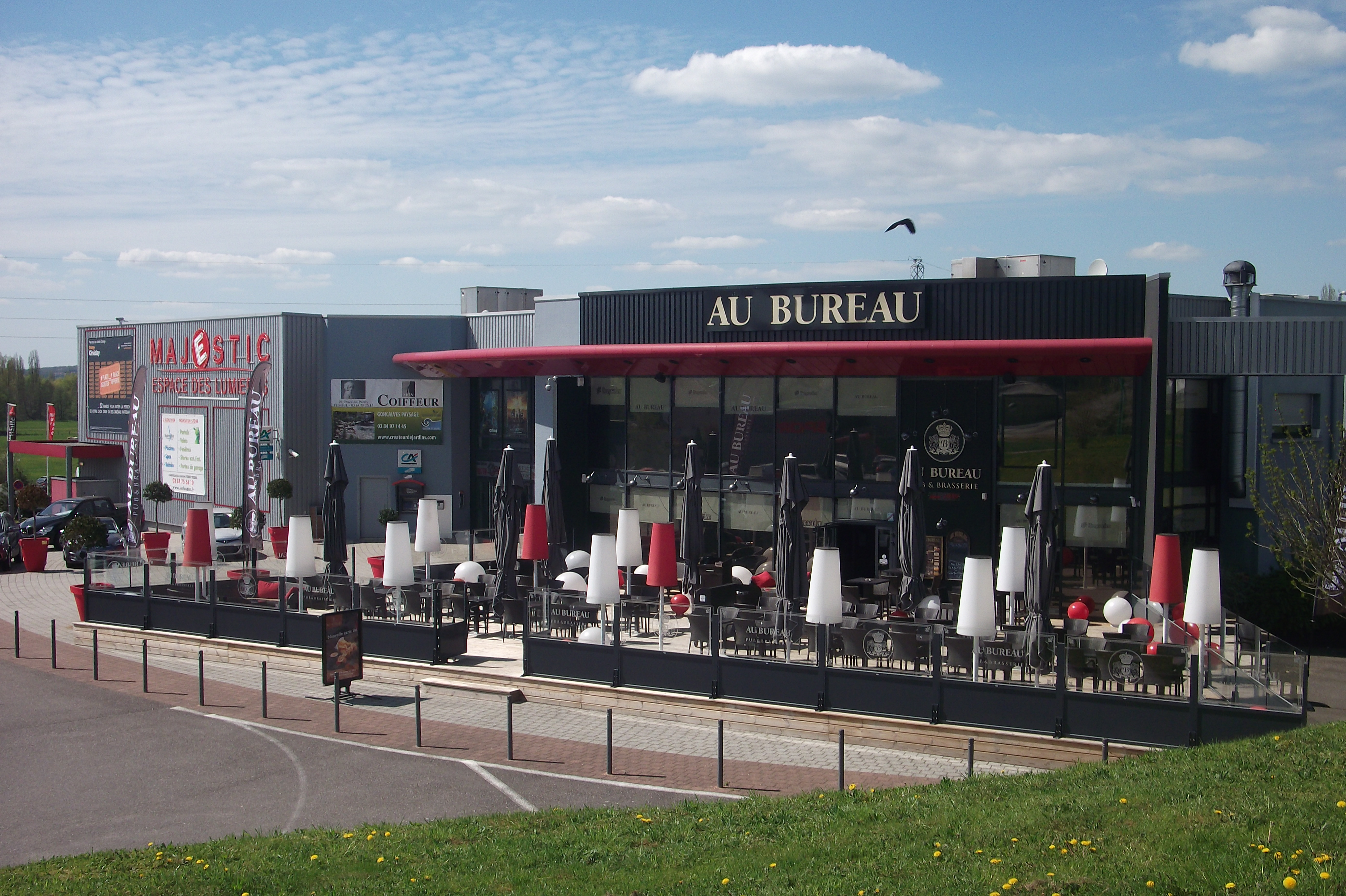
Majestic Espace des Lumières à Vesoul.

| Nom                                 | Localisation | Ouverture ou Entrée dans le groupe | Salles | Fauteuils |
| ----------------------------------- | ------------ | ---------------------------------- | ------ | --------- |
| Majestic Compiègne                  | Compiègne    | Entrée 2003                        | 14     | 2 530     |
| Majestic Espace des Lumières Vesoul | Vesoul       | Ouverture 2005                     | 10     | 1 960     |
| Majestic Douai                      | Douai        | Entrée 2003                        | 10     | 1 500     |
| Les Tanneurs                        | Dole         | Entrée 2018                        | 6      | 1 200     |
| Ciné Laon                           | Laon         | Entrée 2018                        | 5      | 790       |
| Majestic France Le Volontaire       | Remiremont   | Ouverture 2020                     | 7      | 900       |
| Majestic Ciné Vendôme               | Vendôme      | Entrée 2023                        | 5      | 900       |

## Évolution de la fréquentation
| Année | Nombre de salles | Cumul entrées, | Place auclassementnational | Part de marché national |
| ----- | ---------------- | -------------- | -------------------------- | ----------------------- |
| 2014  | 34               | 1 203 000      | 18e                        | 0,58 %                  |
| 2016  | 39               | 1 357 000      | 14e                        | 0,64 %                  |
| 2019  | 50               | 1 630 000      | 12e                        | 0,76 %                  |
| 2023  | 57               | 1 600 000      | 10e                        | 0,89 %                  |

## Partenaire de différents festivals

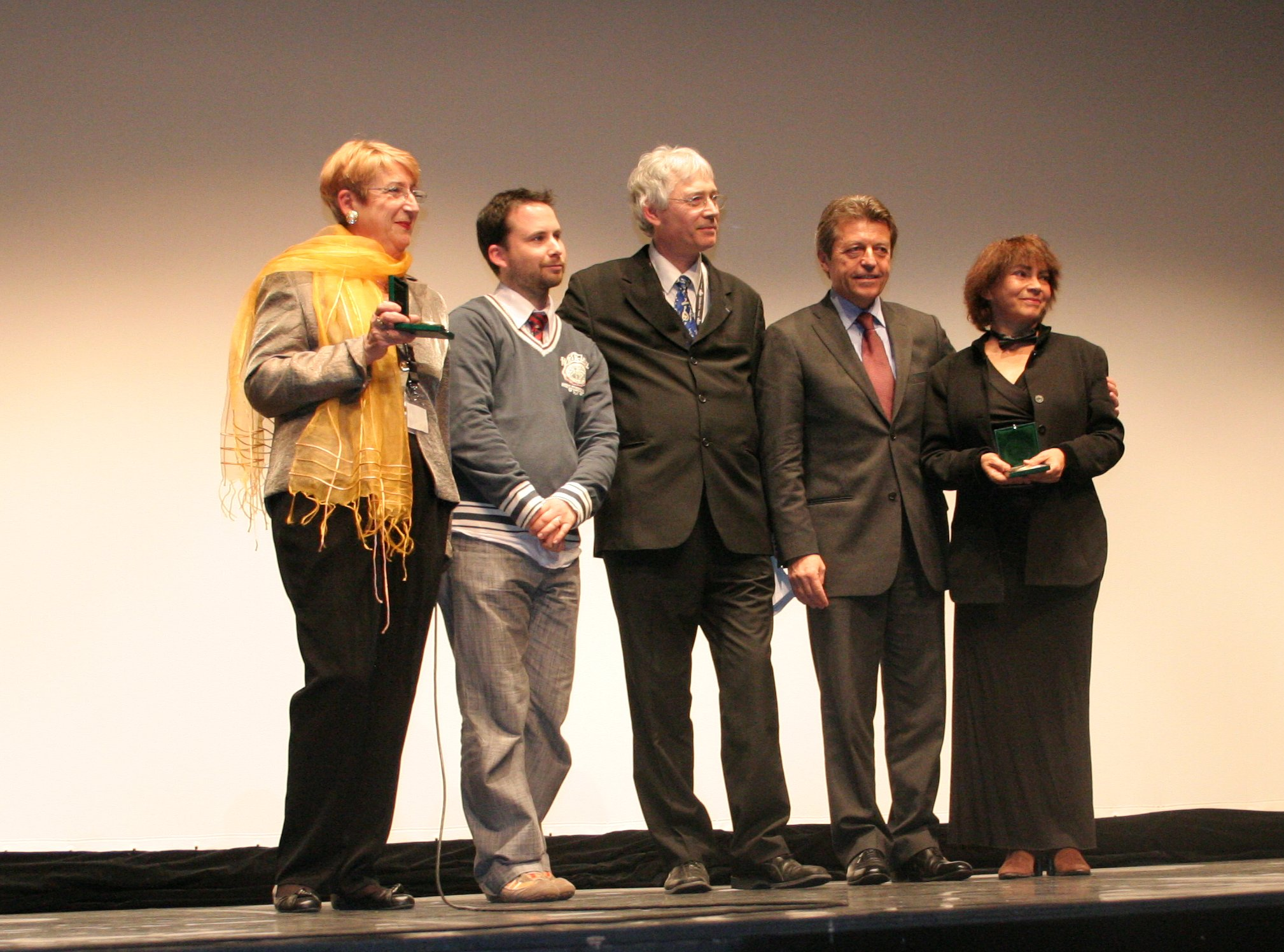
Festival international des cinémas d'Asie de Vesoul se déroulant au cinéma Majestic de Vesoul.

Plusieurs festivals de cinéma ont lieu dans les différents cinémas du groupe en partenariat avec différentes associations et MJC organisatrices. Parmi lesquels :
- Semaine du cinéma européen : entre 2013 et 2015 au Majestic de Vesoul.
- Festival international des cinémas d'Asie de Vesoul : de 1995 à 2005 au Cinéma Club et depuis 2005 au Majestic de Vesoul. C'est le plus ancien et plus important festival de cinéma asiatique d'Europe et le seul à présenter des films de tout le continent asiatique, du Proche à l'Extrême-Orient[14].
- Festival Ciné Planète : depuis 2011 au Majestic de Douai. Festival du film et du documentaire écologiste.
- Semaine du cinéma latino-américain : depuis 2012 au Majestic de Vesoul.
- Festival plurielles : depuis 2018 au Majestic de Compiègne. Festival du film mettant en avant les femmes d'aujourd'hui.
- Festival Viva el Cine Latino : depuis 2019 au Majestic de Dole. Festival du film Latino.
- Festival Palestine au Cœur : depuis 2019 au Majestic de Dole. Festival du film sur la Palestine.

## Musée Pinson
Le 9 avril 2015, le Majestic de Compiègne inaugure dans le même temps cinq nouvelles salles de cinéma ainsi qu'un musée dans son établissement dédié à la famille Pinson (Félix Pinson ouvrit une salle entièrement consacrée à la projection de films en 1913 dans l'établissement Les dianes). Ce musée regroupe la plus grande majorité des 500 projecteurs, accessoires ou documents de la collection de Jean-Claude Tupin, dont pour une centaine d'entre-eux des objets très imposants. Laurence Meunier, la directrice du Majestic Compiègne, inaugurait ce jour-là le musée qui rendait hommage à sa famille, puisqu'elle incarne la quatrième génération de patrons de cinémas compiégnois.

## Logo

La lettre M identité visuelle du Groupe